# Миллер, Альбер
Родо́льф Альбе́р Милле́р (фр. Rodolphe Albert Millaire; 18 января 1935, Монреаль — 15 августа 2018) — канадский актёр театра и кино, театральный режиссёр. Президент Квебекской академии театра (1996—1999), компаньон ордена Канады, кавалер ордена Плеяды и Национального ордена Квебека.

## Биография
Альбер Миллер родился в Монреале в 1935 году; его отец умер, когда мальчику было 11 лет, и дальше Альбера воспитывала мать. Семья жила бедно, но не в нищете. Альбер готовился к духовной карьере, но в 18 лет, будучи студентом коллежа Вознесения, в рамках участия конкурсе ораторов посетил Стратфорд (Онтарио) — один из главных центров театрального искусства в Канаде, и влюбился в театр. Оставив духовный коллеж, Миллер поступил в Драматическую консерваторию Квебека.
Сценический дебют Миллера начал состоялся в 1956 году, и вскоре в его репертуаре появились такие значительные роли, как Фигаро, Гамлет и Владимир («В ожидании Годо» С. Беккета). С конца 1950-х годов он активно привлекался к участию в телевизионных постановках Radio-Canada, включая «Отелло», «Федру» и «Сирано де Бержерак», а также пользовавшихся беспрецедентной популярностью сериалах «Шеналь-дю-Мойн» (фр. Chenal du Moine, 1957—1958), «Королевский курьер» (фр. Le Courrier du Roy, 1959—1961) и «Великий герцог» (фр. Le Grand Duc, 1959—1963).
В 1960-е годы Миллер с женой и двумя детьми отправился в Европу, где два года учился в Берлине, Париже и Лондоне, оттачивая свою актёрскую технику и играя в одних спектаклях с известными европейскими мастерами. Вернувшись в Квебек, он стал постоянным актёром Théâtre du Nouveau Monde; в этот период в репертуаре Миллера появились роли Лоренцо («Лоренцаччо» А. де Мюссе, 1965), Эйлифа («Матушка Кураж и её дети» Б. Брехта, 1966); дона Родриго («Атласный башмачок» П. Клоделя, 1967); Тартюфа (в одноимённой пьесе Мольера, 1968); Гамлета (1970) и дона Жуана («Дон Жуан, или Каменный пир» Мольера, 1984). В 1969 году он сыграл Пьера Лемуана д’Ибервиля в популярном сериале на квебекском телевидении.
С середины 1960-х годов Миллер также выступал в качестве режиссёра. Значительным событием стала в 1965 году его постановка «Салемских ведьм» Артура Миллера. В следующие годы Миллер ставил, среди прочих, «Дикие времена» А. Эбер (1966), «Носорога» Э. Ионеско (1967) и «Юлия Цезаря» Шекспира (1971). В 1970 году он занял пост директора Стратфордского театрального фестиваля, в рамках которого лично поставил несколько пьес (в 1990-е годы он снова вернулся в Стратфорд, возглавляя фестиваль и ставя пьесы, входящие в его репертуар, на протяжении пяти лет). Миллер был одним из основателей и на протяжении многих лет оставался одним из главных режиссёров труппы Centre-Théâtre; он также занимал посты художественного директора Народного театра Квебека и помощника художественного директора ряда других театров.
Заметной актёрской работой Миллера в 1980-е годы стало исполнение роли премьер-министра Канады Вильфрида Лорье в биографическом мини-сериале. Он также играл в полнометражных фильмах франкоязычных режиссёров: «Я есмь!» Клода Фурнье (1977), «На пороге» Эрика Тессье (2003) и «Аврора» Люка Дионна (2005). Миллер занимал заметное место в организациях театральных профессионалов — он в частности с 1996 по 1999 год был президентом Квебекской академии театра, а также занимал посты генерального секретаря профсоюза актёров и президента Канадского совета по статусу деятелей искусств.
В 2000 году у актёра был диагностирован рак, но он продолжал работу. В основном преодолев болезнь в 2002 году, Миллер восстановил и творческую активность. В 2005 году он сыграл заглавную роль ворчливого, но очаровательного старика во французской постановке пьесы Джеффа Барона «Визиты к господину Грину», с которой совершил турне по Канаде. В 2010 году вышла в свет книга его мемуаров «Мои любимые персонажи» (фр. Mes amours de personnages).
Умер в августе 2018 года в возрасте 83 лет.

## Признание заслуг
Сценическое творчество Альбера Миллера неоднократно отмечалось профессиональными наградами. Так, в 1983 году он стал лауреатом премии имени Виктора Морена в области театрального искусства от Общества святого Иоанна Крестителя в Монреале. В 2005 году Миллер был удостоен премии лучшему исполнителю роли второго плана за свою работу в постановке Люса Пельтье и Сержа Денонкура «Орест: реалити-шоу», а в 2014 году — награды лучшему исполнителю роли второго плана в мыльной опере за роль в «Живой памяти» (фр. Mémoires vives). В 2006 году он стал лауреатом Премии генерал-губернатора в области сценического искусства.
В 1989 году Миллер был произведён в офицеры, а в 2001 году в компаньоны ордена Канады — высшая степень этой награды. В 2001 (или 1995) году он также стал кавалером Национального ордена Квебека, а в 2015 году — кавалером ордена Плеяды в знак признания его заслуг в пропаганде французского языка. В 2016 году он был произведён в командоры ордена Монреаля. Миллер был почётным доктором Монреальского университета и Университета Бишопс.